# خالد البغدادي
خالد البغدادي  (1779-1827)، متصوف كردي، مؤسس فرع من الطريقة النقشبندية الصوفية - تسمى الخالدية - كان له تأثير عميق ليس فقط على أرضه الكردية، ولكن أيضًا على العديد من المناطق الأخرى في العالم الإسلامي الغربي. وتعتبر كتاباته من أقدم الأمثلة على النثر والشعر باللغة الكردية. اكتسب لقب البغدادي من خلال إقامته في بغداد، لأنه كان في بلدة قره داغ في منطقة شهرزور، على بعد حوالي 5 أميال من السليمانية.

## أنظر أيضا
- قائمة أعلام التصوف

## روابط خارجية
- خالد البغدادي (موقع الطريقة النقشبندية - حقاني )
- الإيمان والإسلام الترجمة التركية لخالد البغدادي
- العقيدة والإسلام - لمولانا خالد البغدادي